# Bobergs kontrakt
Bobergs kontrakt var ett kontrakt i Linköpings stift inom Svenska kyrkan. Kontraktet upplöstes 1702 och bildade Gullbergs och Bobergs kontrakt tillsammans med Gullbergs kontrakt.

## Administrativ historik
Kontraktet omfattade
- Klockrike församling
- Skeppsås församling
- Fornåsa församling
- Vallerstads församling
- Ekebyborna församling (1656-1669)
- Asks församling (1656-1669)
- Normlösa församling (1674-1676)

## Kontraktsprostar
| Ämbetstid | Namn                          | Levnadstid | Övrigt                               |
| --------- | ----------------------------- | ---------- | ------------------------------------ |
| 1593-1611 | Nicolaus                      | -1611      | Kyrkoherde i Klockrike församling.   |
| 1626-1628 | Matthias Erici                | -1643      | Kyrkoherde i Skeppsås församling.    |
| 1632-1644 | Petrus Magni                  | -1644      | Kyrkoherde i Fornåsa församling.     |
| 1645-1653 | Johannes Wallerius            | 1592-1653  | Kyrkoherde i Vallerstads församling. |
| 1656–1669 | Johannes Magni Peninsulanus   | Död 1669   | Kyrkoherde i Ekebyborna församling.  |
| 1669-1672 | Petrus Gudmundi (Lincopensis) | -1672      | Kyrkoherde i Klockrike församling.   |
| 1674–1676 | David Corylander              | 1622–1676  | Kyrkoherde i Normlösa församling.    |
| 1676-1687 | Petrus Danielis               | 1624-1687  | Kyrkoherde i Vallerstads församling. |
| 1688-1702 | Johannes Rydelius             | 1634-1717  | Kyrkoherde i Fornåsa församling.     |